# گغارد کافسجیان
گغارد کافسجیان (ارمنی: Ջերարդ Լեւոն Գաֆէսճեան؛ ۲۶ آوریل ۱۹۲۵ – درگذشته ۱۵ سپتامبر ۲۰۱۳) کارآفرین و نیکوکار ارمنی‌تبار اهل ایالات متحده آمریکا بود که بنیاد خانوادگی کافسجیان، بنیاد موزهٔ کافسجیان و موزه هنر کافسجیان را بنیان نهاد.
وی از دانشگاه کرنل و مدرسه حقوق کلمبیا فارغ‌التحصیل شده بود.